# Acroloxus kolhymensis
Acroloxus kolhymensis е вид охлюв от семейство Acroloxidae.

## Разпространение и местообитание
Този вид е разпространен в Русия (Бурятия).
Обитава сладководни басейни и реки.